# Psilochalcis brevialata
Psilochalcis brevialata is een vliesvleugelig insect uit de familie bronswespen (Chalcididae). De wetenschappelijke naam is voor het eerst geldig gepubliceerd in 2001 door Grissell & Johnson.